# يوهانس فريز
يوهانس فريز هو عالم عقيدة سويسري، ولد في 1505 في غرايفنسي في سويسرا، وتوفي في 28 يناير 1565 في زيورخ في سويسرا.